# Pimenta dioica
Pimenta dioica, hay còn gọi là Allspice hoặc là Tiêu Mexico là một loài thực vật có hoa trong Họ Đào kim nương. Loài này được (L.) Merr. miêu tả khoa học đầu tiên năm 1947.

## Hình ảnh

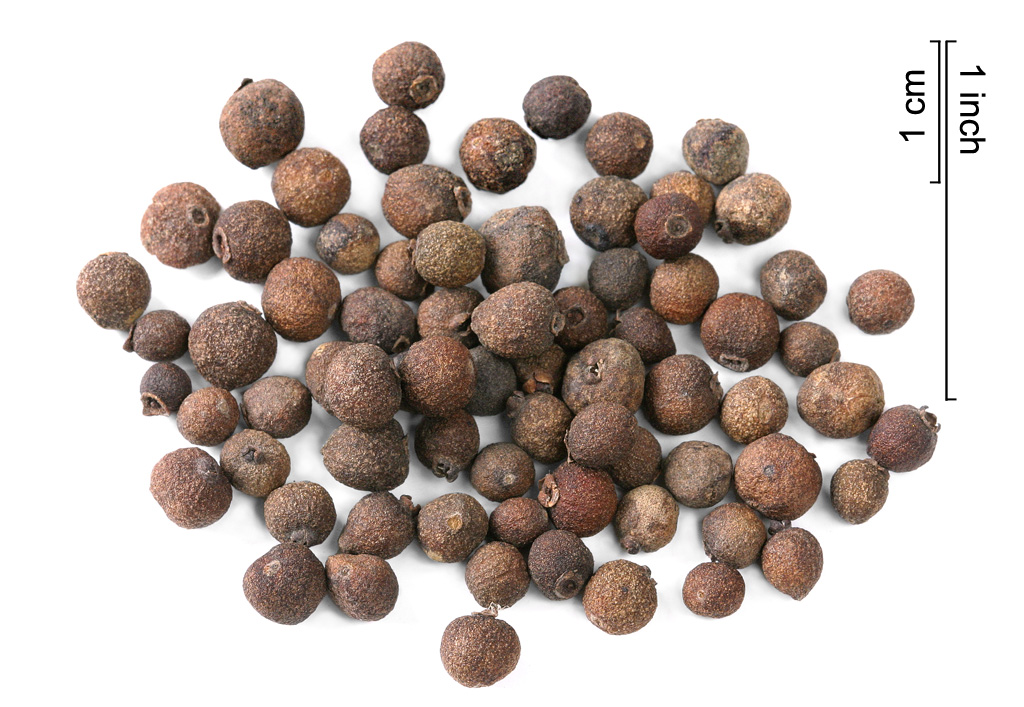
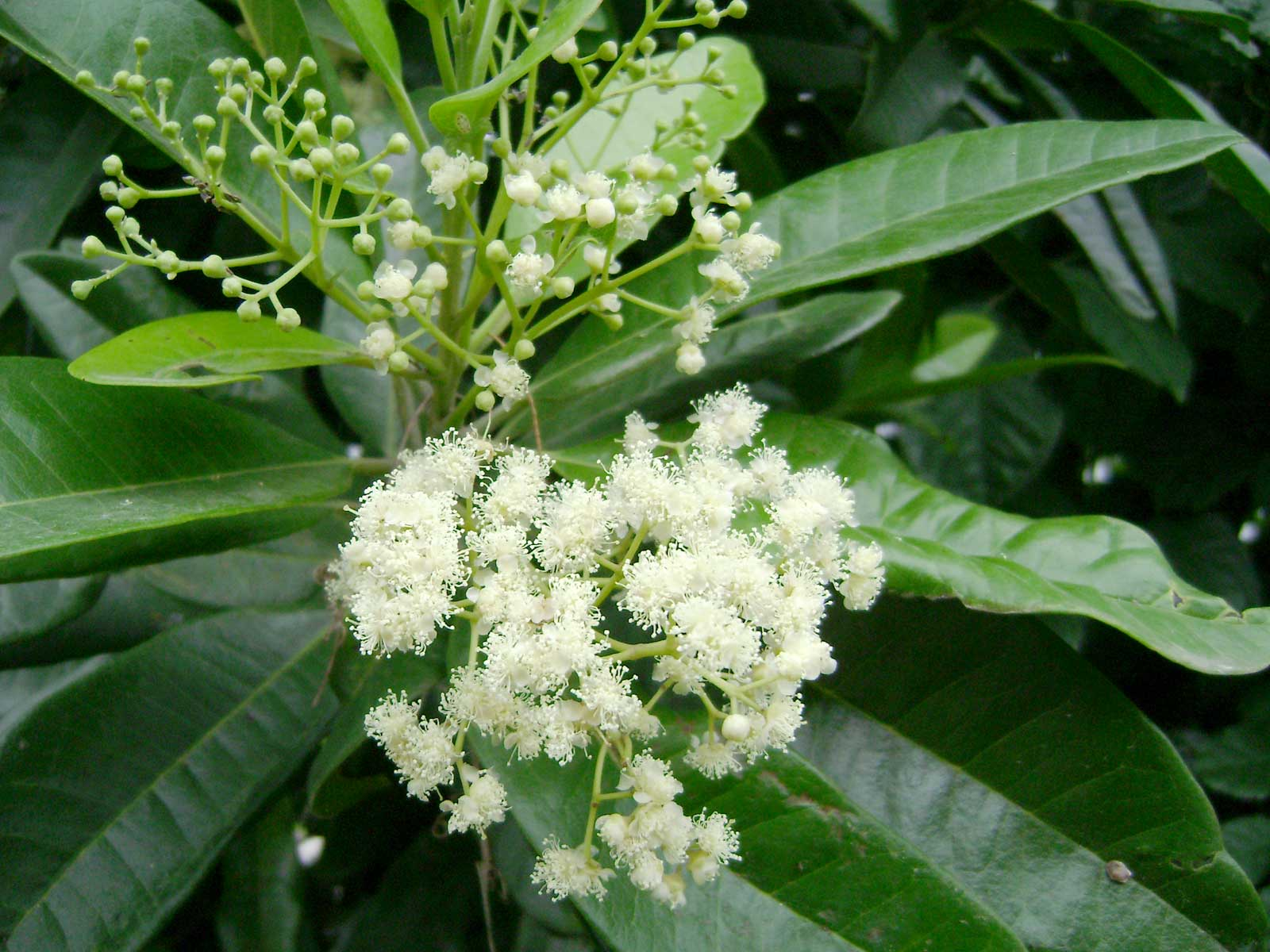
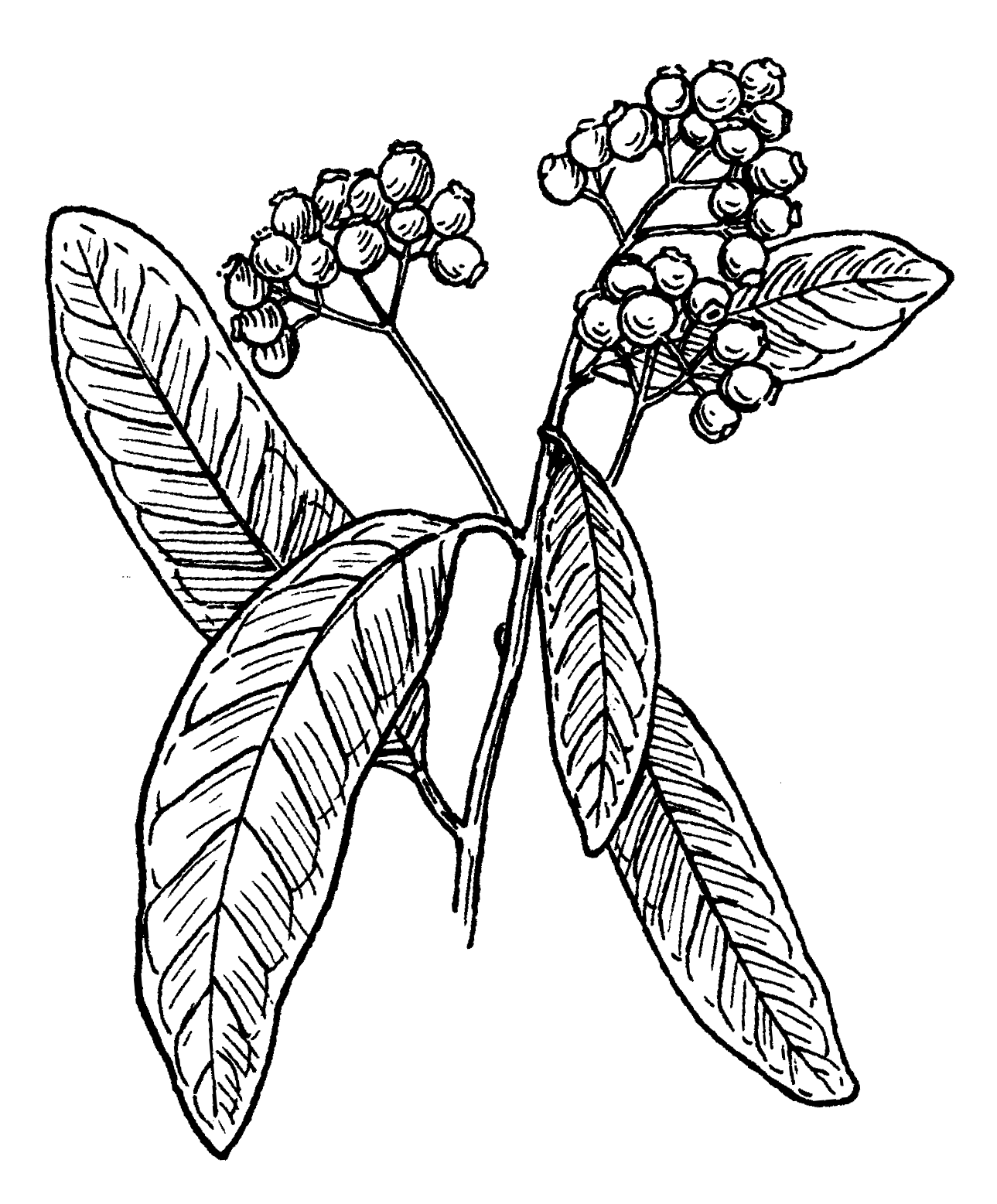
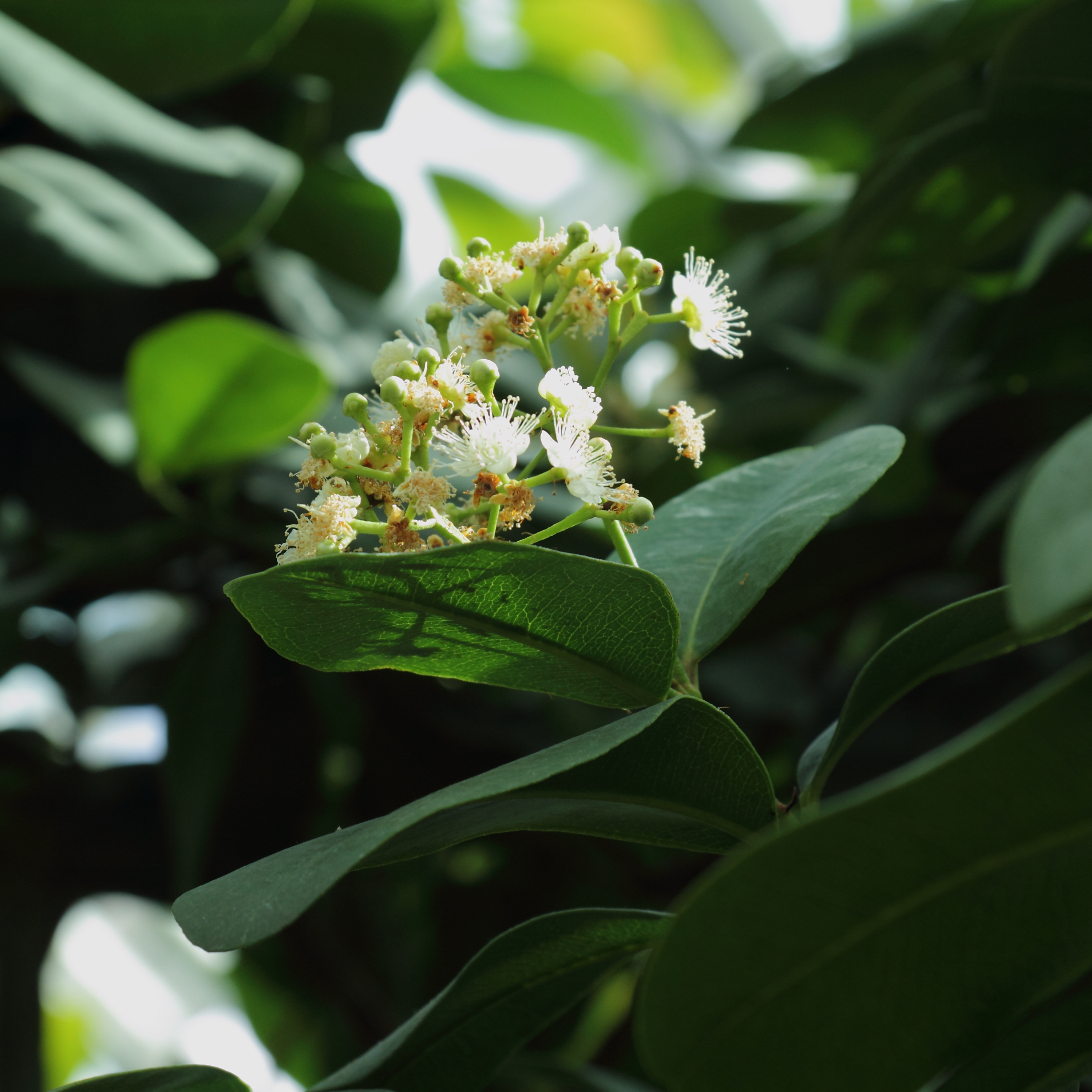